# Vrhovina (Chorwacja)
Vrhovina – wieś w Chorwacji, w żupanii brodzko-posawskiej, w gminie Garčin. W 2011 roku liczyła 261 mieszkańców.